# كارنافاليتو
الكارنافاليتو هو نوع من الإيقاع والموسيقى ذات الجذور التقليدية ما قبل الهسبانية، واليوم لا تزال تمارس في شمال الأرجنتين في محافظات خوخوي وأجزاء من سالتا وتوكومان،  ولكن مع شخصيات معينة من الرقصات الأخرى المدرجة مع مرور الوقت تم رقصها أيضًا في مقاطعة نارينيو في جنوب كولومبيا، شمال شيلي، من أريكا وباريناكوتا إلى لاسيرينا وفي أجزاء من بيرو، مثل أريكويبا وكاخاماركا.

## ملامح
هي اسم رقصة قديمة تمارسها الشعوب الأصلية في ألتيبلانو، وبالتحديد الكيشوا. عادة ما يرقصونها في أي وقت من السنة. موسيقاها عادة من السلم الموسيقي الخماسي.
تؤدى في المقام الأول بكونها رقصة جماعية، بدون ثنائيات. بعد ذلك، تحولت الرقصة إلى رقصة زوجية. يتحرك الراقصون حول الموسيقيين أو في صف واحد، وتكون المرأة أو الرجل الذي يحمل راية أو راية مزينة بشرائط في يده، هو المسؤول عن توجيه الصف.

## الشكل
هي رقصة تحتوي على عناصر بسيطة متاحة للراقصين، مثل حالة الصفوف أو الصفوف والجسور واللقطات المختلفة والروابط بين الأزواج. على سبيل المثال، يتم إنشاء «الشوارع» بحيث يمر الأزواج الآخرون عبر الممر المركزي ويقرر كل من هؤلاء الأزواج كيفية عبور الشارع.
الأشكال التي يمكننا رؤيتها هي العجلة، العجلة المزدوجة، صف الرحلة المجاني وغيرها. إنه الركض العادي والقفزات الصغيرة، والخط الطويل الذي يشكل راقصين يحملان ذراعًا. الشخصيات المعروفة باسم «الجسر» و «الأجنحة» و «الشوارع» تبرز.
في الشرق أهميتها ليست فقط احتفالية. بشكل عام، كانت كلماته من المؤلفات القديمة المقفلة والتعاليم التقليدية وقصص العشاق.
كما كان الحال مع أزياء سانتا كروز وبيني وباندو في بوليفيا، فإن النساء اللواتي يرقصن كرنفاليتو يلبسن نوعًا ملونًا (فستان طويل، بلا رقبة أو أكمام) ويرتدين زهور الصيف في شعرهن. تتكون ملابس الرجال من قميص أبيض وسروال شبه كاحل ووشاح و «قبعة ساو».
بسبب الطريقة التي يتحرك بها الراقصون، تذكر الرقص رقصة الفالس الأوروبية، ولكن بسبب إيقاعها، فهي تشبه إلى حد كبير رقصة التاكويراري ورقص الباليتشيتو.

## الروابط الخارجية
- مارسيلو بيسارو، «كارنافاليتو: الإيقاع الذي أنشأه بورتينو على متن الترام»، لا ناسيون، ملحق الأفكار، بوينس آيرس، 11 فبراير 2018. نسخة محفوظة 23 مارس 2018 على موقع واي باك مشين.
- الكرنفال